# Schizopera bradyi
Schizopera bradyi är en kräftdjursart som beskrevs av Soyer 1974. Schizopera bradyi ingår i släktet Schizopera och familjen Diosaccidae. Inga underarter finns listade i Catalogue of Life.